# Sarajane
Sarajane de Mendonça Tude (Salvador, 18 de março de 1968) é uma cantora e compositora brasileira, considerada uma das pioneiras na música baiana de axé music ao misturar os ritmos caribenhos como o reggae aos africanos locais como o samba, e ainda rock e funk, bem como por levar essa produção local aos públicos do Sudeste, junto às novas coreografias que surgiam nos "guetos" da capital baiana.
Cantora consagrada no carnaval baiano, com muitos prêmios neste campo, havendo suas gravações rendido discos de ouro, platina e diamante. É considerada, ainda, uma das mulheres que abriram caminho para as cantoras no carnaval, que mais tarde possibilitaram o sucesso de artistas como Daniela Mercury, Ivete Sangalo e Claudia Leitte.

## Biografia
Irmã da também cantora Simone Moreno (ex-mulher de Pepeu Gomes), Sarajane começou a cantar jingles's em 1980, aos doze anos de idade, contratada pelo Estúdio WR e com catorze já participava do Carnaval de Salvador como vocalista do trio elétrico "Novos Bárbaros", embora sua estreia nesta plataforma musical tenha se dado no Rio de Janeiro junto ao Trio Tapajós.
Quando tinha dezesseis anos conheceu o apresentador Chacrinha quando este visitava a cidade de Nazaré das Farinhas e a partir de então este passou a convidá-la em seu programa, a partir disto, Sarajane promoveu o som da Bahia, trazendo consigo artistas  para se apresentar no Programa, tais como; Edson Gomes, Bandamel, Chiclete com Banana, Banda Reflexu's entre outros artistas da sua cidade natal.  ; nesta idade teve seu primeiro filho e já sustentava a mãe e os irmãos; aos dezessete anos teve seu segundo filho. Seu sucesso de 1987 "A Roda" a tornou nacionalmente conhecida, com apresentações em programas de televisão e ampla execução nas emissoras radiofônicas e telêvisivas.
Em 1985 gravou pela primeira vez uma composição de Carlinhos Brown a quem Sarajane ajudou no começo da carreira e incentivou a cantar, e que na época era seu percussionista.Nessa época foi lançado seu primeiro compacto com a faixa "Merengue Deboche".
"Cadê Meu Coco", "Vale", "Xenhenhen" foram outras músicas suas de sucesso. Em 1989 voltou a fazer sucesso com a canção "Ritmo Louco" e "Ela Sabe Mexer", que atingiu os topos das paradas, sendo tema de novela da Rede Globo. Em 1991 alcançou sucesso com "Venha me Amar"; neste período (1988 a 1991) Sarajane venceu todas as edições da premiação do carnaval soteropolitano como a melhor cantora de trio.
Em julho de 1990 posou para a edição brasileira da revista Playboy; este fato dava a dimensão de sua popularidade, como assinalou mais tarde o crítico baiano Hagamenon Brito, que batizara na época o ritmo de forma pejorativa como "Axé Music", satirizando a pretensão dos artistas locais em fazer sucesso internacional (o que efetivamente ocorreu, contrariando seu vaticínio): “Sara é a primeira estrela do axé, a primeira mulher a fazer sucesso. Tanto que, no auge, ela faz um ensaio para Playboy”.
Adepta do espiritismo, Sarajane em 1996 fundou a "Associação Criança na Arte Sarajane" (Acasa) que funciona no bairro de Santo Antônio em imóvel cedido pelo Instituto do Patrimônio Artístico e Cultural da Bahia, e onde promove a inserção social de crianças e adolescentes, ofertando cursos profissionalizantes, oficinas de artes plásticas e música.
Em 2020, lançado o seu EP Liquidificação celebrando 40 anos de Trio elétrico contando com participações de artistas renomeados da Bahia como; Ivete Sangalo, Carlinhos Brown, Margareth Menezes, Durval Lélys, Claudia Leitte e Lucas Kart.
Tem cinco filhos: Gabriel, Daniel e João Rafael  (atualmente seu guitarrista) e seus outros filhos Mikael e Sara.

## Discografia

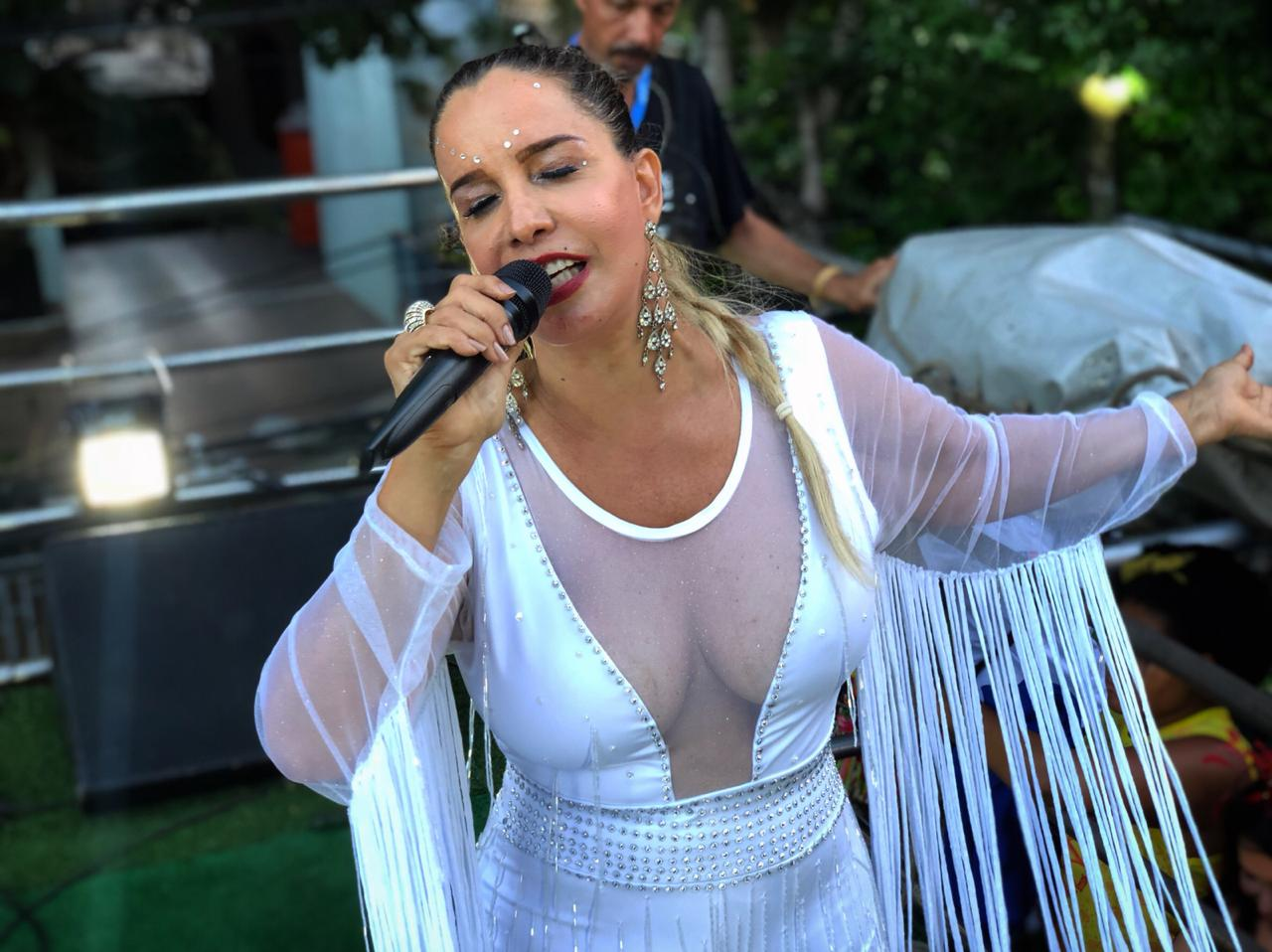
Até 2013 havia gravado dezoito álbuns; nestes há composições próprias e também de autores baianos como Carlinhos Brown.

### Álbuns de estúdio
| Ano  | Álbum                                     | Gravadora          | Vendagem | Certificação  |
| ---- | ----------------------------------------- | ------------------ | -------- | ------------- |
| 1986 | Rio de Leite                              | Coronado/EMI-Odeon | 70.000   |               |
| 1987 | História do Brasil                        | EMI-Odeon          | 800.000  | Platina duplo |
| 1988 | Sarajane                                  | EMI-Odeon          | 280.000  | Ouro          |
| 1989 | Sotaque Brasileiro                        | EMI-Odeon          | 150.000  | Ouro          |
| 1991 | Diadorim                                  | EMI-Odeon          | 60.000   |               |
| 1993 | Tempero Tropical                          | Polydor            | 35.000   |               |
| 1996 | Barbara                                   | Velas              | -        |               |
| 1999 | República das Bananas                     | DRB                | -        |               |
| 2002 | República Latina                          | -                  | -        |               |
| 2006 | Axé Pra Você                              | CMA                | -        |               |
| 2014 | Flor de Canela                            | CMA                |          |               |
|      |                                           |                    |          |               |
| 2016 | Amor, Festa e Devoção                     | CMA                | -        |               |
| 2017 | Música para Dançar Brasileira (Coletânea) | CMA                | -        |               |
| 2019 | Liquidificação (EP)                       | Independente       | -        |               |

### Álbuns ao vivo
| Ano  | Disco                        | Gravadora    | Vendagem | Certificação |
| ---- | ---------------------------- | ------------ | -------- | ------------ |
| 1996 | Ao Vivo em Salvador          | Velas        | 70.000   | Ouro         |
| 2007 | Mãe de Leite - Ao Vivo       | -            | -        | -            |
| 2009 | Flor de Canela - Ao Vivo     | CMA          | -        | -            |
| 2016 | 30 Anos - Ao Vivo            | CMA          | -        | -            |
| 2020 | DVD 40 anos de Trío Elétrico | Independente |          |              |